# Lia Maria Soares Martins
Lia Maria Soares Martins (Belém, 9 de junho de 1987) é uma jogadora brasileira de basquete em cadeira de rodas.

## Biografia
Lia Maria Soares Martins não tinha familiaridade com o esporte até os 17 anos. Foi nessa idade que um acidente de carro mudou sua vida. Ela foi atropelada, junto com outras pessoas, resultando na amputação parcial de uma de suas pernas e na trágica perda de uma vida. Isso deixou Lia com sentimentos de tristeza e vergonha, levando-a a se isolar do mundo. Ela só saía de casa para ir ao médico. Dois anos após o incidente, ela recebeu um convite de um funcionário de um clube em Belém para começar a jogar basquete. Lia decidiu enfrentar seus medos e explorar essa modalidade. O resultado foi notável: ela se transformou em uma das atletas mais destacadas no basquete sobre rodas. Lia já representou o Brasil em várias competições internacionais e é considerada uma revelação nessa modalidade. Ela resume sua jornada dizendo: "o basquete é minha vida!".
A atleta recebeu o Prêmio Paralímpicos 2013, que aconteceu no Museu de Arte Moderna (MAM). Ela foi indicada pela Confederação Brasileira de Basquete em Cadeira de Rodas (CBBC) para o prêmio na modalidade de basquete adaptado. Em 2015 ela recebeu novamente o prêmio de melhores do ano na mesma modalidade.
Ela fez parte da seleção brasileira de basquete em cadeira de rodas que ganhou o bronze no Jogos Parapan-Americanos de Toronto 2015 e ouro no Campeonato Brasileiro do mesmo ano, onde foi cestinha da competição.

## Títulos
Jogos Parapan-Americanos
- Bronze: 2011 (Guadalajara)[1]
- Bronze: 2015 (Toronto)[1]